# オルメーア
オルメーア（伊: Ormea）は、イタリア共和国ピエモンテ州クーネオ県にある、人口約1,600人の基礎自治体（コムーネ）。

## 地理

### 位置・広がり

#### 隣接コムーネ
隣接するコムーネは以下の通り。括弧内のIMはインペリア県、SVはサヴォーナ県所属を示す。
- アルト
- アルモ (IM)
- ブリーガ・アルタ
- カプラーウナ
- コージオ・ディ・アッローシャ (IM)
- フラボーザ・ソプラーナ
- ガレッシオ
- マリアーノ・アルピ
- ナジーノ (SV)
- ポルナッシオ (IM)
- ロブレント
- ロッカフォルテ・モンドヴィ

## 行政

### 分離集落
オルメーアには、以下の分離集落（フラツィオーネ）がある。
- Aimoni, Airola, Albra, Alpisella, Barchi, Bossi, Bossieta, Campocomune, Cantarana, Case Rian, Case Zitta, Chionea, Chioraira, Eca, Gorreto, Isola Perosa, Nasagò, Pian del Fò, Ponte di Nava, Pornassino, Prale, Quarzina, Toria, Valdarmella, Villaro, Viozene